# 마응방
마응방(馬應房, ? ~ 1597년)은 진안 현감(鎭安縣監)을 역임한 조선 중기의 문신이다. 본관은 장흥(長興). 자는 정숙(靖叔), 호는 용암(龍菴)이다. 저서로 《용암집(龍庵集)》이 있다.

## 생애
장흥부원군(長興府院君) 충정공(忠靖公) 마천목(馬天牧)의 7대손이며, 구례현감을 지낸 장흥 마씨 현감공파(縣監公派) 파조 마반(馬胖)의 6대손이다.
음보(蔭補)로 관직에 진출하여 통훈대부(通訓大夫)로 진안 현감(鎭安縣監) 겸 남원진관 병마절제도위를 지냈다.
진안 현감(鎭安縣監)에 재직했을 때 백성들에게 선정을 베풀었다. 1592년 임진왜란이 일어나자 의병으로 크게 활약하고, 1597년 정유재란 때는 남원에서 왜적과 싸우다가 전사하였다.
이조참판에 추증되었고, 1807년(순조 7년) 승정원 좌승지 겸 경연 참찬관으로 추증되었다.
전라도 남원의 충렬사(忠烈祠)에 배향되었다.

## 저서
- 《용암집(龍庵集)》

## 가족 관계
그의 동생 마응정(馬應井)도 광릉 참봉(光陵參奉)을 지내고, 1597년(선조 30) 정유재란 때 용성(龍城) 전투에서 전사하여 참찬(參贊)에 추증되었다.